# Peter Camejo

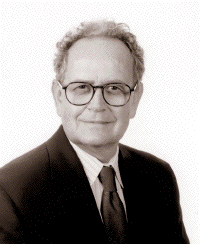
Peter Camejo

Peter Miguel Camejo (* 31. Dezember 1939 in Queens, New York; † 13. September 2008 in Folsom, Kalifornien) war ein US-amerikanischer Geschäftsmann, Finanzier, Schriftsteller, Umweltschützer und Politiker. Er war einer der Gründer einer Investment-Bewegung, die ihr Augenmerk auf besonderer sozialer Verantwortung hat. 2004 trat er zusammen mit Ralph Nader bei der Präsidentschaftswahl als Kandidat für das Vizepräsidentenamt an.

## Werdegang
Camejos Eltern waren Einwanderer aus Venezuela. Seine Mutter wohnte in Queens, New York, als er geboren wurde. Dadurch erhielt Peter Camejo die US-amerikanische Staatsbürgerschaft und erfüllte die Bedingungen zur Wählbarkeit für das Amt des US-Präsidenten. Nachdem er seine ersten Jahre in Venezuela verbracht hatte, ließen sich seine Eltern scheiden, als er sieben Jahre alt war, und er kam mit seiner Mutter zurück in die USA. In den Sommerferien kehrte er regelmäßig nach Venezuela zurück, um seine Verwandten zu besuchen. 1960 nahm er für Venezuela bei den Olympischen Sommerspielen im Segeln teil.
Er besuchte das Massachusetts Institute of Technology, wo er Fußball spielte. Dort und später beim Studium der Geschichte an der University of California in Berkeley begann auch sein Interesse an linker Politik. Nachdem er 1967 in einen Studentenrat gewählt worden war, wurde er für das Benutzen eines „unerlaubten Mikrophons“ bei einem Protest gegen den Vietnamkrieg suspendiert.
Während des Großteils seines Lebens engagierte sich Camejo in politischen Bewegungen, die für eine fortschrittliche Sozial-, Wirtschafts- und Umweltpolitik eintraten. Er marschierte mit Martin Luther King in Selma, protestierte mit Farmarbeitern aus Migrantenfamilien und demonstrierte gegen den Vietnamkrieg. Später wurde er als pragmatischer, finanzpolitisch eher konservativer Grünenpolitiker angesehen.

## Politik
Ursprünglich engagierte sich Camejo bei der Socialist Workers Party (SWP), einer trotzkistischen Partei. Er war 1976 Präsidentschaftskandidat und vertrat ein politisches Programm des demokratischen Sozialismus.

### Gouverneurswahlen
In den 1990er Jahren trat Camejo der Grünen Partei bei. 2002 war er deren Kandidat für die Gouverneurswahlen in Kalifornien. Er bekam 381 700 Stimmen (5,3 %). Das war das beste Ergebnis für eine dritte Partei neben den Demokraten und Republikanern seit 50 Jahren.
2003 war er erneut der grüne Gouverneurskandidat in der Recall-Wahl in Kalifornien. Dort bekam er 2,8 % der Stimmen. Obwohl Arnold Schwarzenegger die Wahl vor dem bis dahin amtierenden demokratischen Gouverneur Gray Davis gewann, zogen Camejos Kandidatur und sein weithin respektiertes Auftreten in den Fernsehdebatten eine weltweite Aufmerksamkeit auf die amerikanischen Grünen. Camejo wurde viertbester unter 135 Bewerbern.

### Präsidentschaftswahlen
Im Januar 2004 initiierte Camejo das Avocado Education Project und gab dazu eine Erklärung ab, die als Avocado Declaration bekannt wurde. Diese Erklärung bezeichnete die Aktionen der Demokraten und Republikanern, zugunsten einer kleinen reichen Wählerschaft zusammenzuarbeiten, als hinderlich für den sozialen Fortschritt. Des Weiteren befürwortete die Erklärung eine streng unabhängige Grüne Partei, die fähig ist, sowohl Nichtwähler als auch desillusionierte Unterstützer der beiden großen Parteien anzuziehen. Die Deklaration beginnt mit „The Green Party is at a crossroads“ („Die Grüne Partei ist an einem Scheideweg“).
Tatsächlich war die zentrale Diskussion innerhalb der Grünen Partei im Vorfeld der Nominierung für die Präsidentschaftswahlen, ob man Camejos Rat, einer wie in der Avocado Declaration verkündete Konfrontationsstrategie zu den großen Parteien, verfolgen solle oder ob man die Partei lieber auf ein (bundes-)staatliches und lokales Level konzentrieren solle, um die Demokraten im Herbst zu unterstützen. Während Camejo und seine Verbündeten neue Parteimitglieder und -unterstützer durch scharf formulierte Kampagnenthemen gewinnen wollten, fürchteten andere – in Erinnerung an die Erfahrungen aus den Präsidentschaftswahlen 2000 – einen Rückschlag für die Partei, wenn sie wiederum als „Helfer“ bei der Wiederwahl George W. Bushs wahrgenommen würde.
Camejo brachte sich selbst für eine Kandidatur bei den Kandidaten-Vorwahlen (sog. Presidential Preference Primary) in Kalifornien am 2. März 2004 ins Spiel. Vor den Vorwahlen gab er bekannt, dass er nicht plane, für die Präsidentschaft zu kandidieren, und dass alle Partei-Delegierten, die ihm bei den Vorwahlen die Treue halten würden, als „ungebunden“ betrachtet werden sollten, um eine größere Flexibilität im Nominierungsprozess der Partei zu erreichen. Camejo bekam 76 % der Stimmen.
Im Juni 2004 akzeptierte Camejo die Kandidatur für den Vizepräsidentenposten bei der unabhängigen Präsidentschaftskampagne von Ralph Nader.
Auf der Grünen-Wahlkonferenz in Milwaukee am 26. Juni war die Partei uneins: einige Mitglieder, die die Position „None of the above“(etwa: „Keiner von den oben aufgeführten“) oder „Anyone but Bush“ (etwa: „Jeder außer Bush“) vertraten, tendierten dazu die Präsidentschaftskandidatur von David Cobb zu unterstützen, während Camejos Unterstützer (die „Greens for Democracy and Independence“) sich hinter ihm versammelten und eine Unterstützung der Nader/Camejo-Kampagne durch die Grünen forderten. Die Streitigkeiten über Naders Abwesenheit bei der Convention, seine Nicht-Mitgliedschaft in der Partei und Camejos Täuschung bei der kalifornischen Vorwahl sowie seine Allianz mit der Reform Party machte die Nominierungsabstimmung quasi zu einem Referendum über die zukünftige Strategie der Partei. David Cobb gewann die Abstimmung in der 2. Runde.
Nader und Camejo setzten ihre Kampagne als unabhängige Kandidaten fort, ab dem 11. Mai unterstützt durch die Reform Party. Beide sagten, der Hauptgrund für ihre Kandidatur sei, dass kein anderer landesweiter Kandidat einen sofortigen Rückzug der US-Truppen, vom ihrer Meinung nach, unmoralischen und verfassungswidrigen Krieg im Irak fordere. Obwohl auch Cobb, der libertäre Kandidat Michael Badnarik, der Kandidat der Constitution Party, Michael Peroutka, der Socialist-Workers-Party-Kandidat Róger Calero sowie der sozialistische Kandidat Walt Brown den Krieg ablehnten, war Nader durch seine landesweite Medienpräsenz der einzige Kandidat, der regelmäßig in Mainstream-Medien den Truppenabzug fordern konnte.
Bei der Wahl bekamen Nader/Camejo schließlich landesweit 460.000 Stimmen (0,38 %). Dieses Ergebnis ist somit erheblich schlechter als die 2,8 Millionen Stimmen, die Nader als Kandidat der Grünen bei der letzten Präsidentenwahl 2000 erhielt. Aber die Wahl unterschied sich, bedingt durch den Krieg und Bushs Politik, deutlich von der vorherigen. Viele grüne Wähler stimmten diesmal für die Demokraten, um Bush zu verhindern.

### Letzte Kampagnen
Auf der Partei-Versammlung der Grünen im Jahre 2005 gab Camejo bekannt, dass er nicht plane, sich 2008 als Kandidat aufstellen zu lassen. Stattdessen erwäge er eine erneute Gouverneurskandidatur in Kalifornien 2006. Später wurde er Kandidat für die Wahl, allerdings mit einigen Widerständen. Im April lehnte es der grüne Lokalverband San Francisco, mit Hinweis auf Camejos Vorgehen und seine Kritik an grünen Aktivisten, ab, seinen dritten Anlauf auf das Gouverneursamt zu unterstützen.

## Familie, Lebensende und Publikationen
Peter Camejo war verheiratet und Vater von zwei Kindern. Zuletzt lebte er in Folsom, Kalifornien, und war Chief Executive Officer of Progressive Asset Management bei einer Investmentfirma, die sozial verantwortliche Projekte fördert. Am 13. September 2008 starb er an einem Lymphom.
Camejo war unter anderem Autor von The SRI-Advantage – Why Socially Responsible Investing Has Outperformed Financially. Sein letztes Buch California: Under Corporate Rule erschien 2006.